# Hanybal
Hanybal (* 22. Oktober 1983 in Frankfurt am Main; bürgerlich Sascha-Ramy Nour) ist ein deutscher Rapper aus Frankfurt am Main. Er steht bei Haftbefehls Label Azzlackz unter Vertrag.

## Leben
Hanybal wuchs in Frankfurt am Main als Sohn einer Deutschen und eines Ägypters auf. Er war in seiner Jugend Amateurfußballer in Frankfurt-Heddernheim. 2006 begann seine Rapkarriere. Zusammen mit dem Rapper Solo gründete er das Rapduo 439. Das Duo imponierte dem Rapper Azad, der 439 zu seinem Label Bozz Music holte. Allerdings kam es zu keinerlei Veröffentlichungen. Bozz Music löste sich 2009 auf. Am 21. Oktober 2011 veröffentlichten die beiden das Mixtape 439mm zum Free Download, beendeten danach aber beide zunächst ihre Rapkarriere.
Hanybal fand Anschluss an die Clique um Haftbefehl und hatte anschließend mehrere Features auf Veröffentlichungen von Xatar, Celo & Abdi, Veysel und schließlich auch bei Haftbefehl selbst. Heiligabend 2013 stellte Haftbefehl den Rapper als neues Signing für sein Label Azzlackz vor. Am 27. Februar 2015 erschien Hanybals Debütalbum Weg von der Fahrbahn, das in den deutschen Albumcharts Platz 13 erreichte und in Österreich und der Schweiz in den Top 50 landete. Ende 2015 war Hanybal im Vorprogramm von Celo & Abdis Bonchance-Tour zu sehen. Sein nächstes Album Haramstufe Rot erschien am 16. September 2016, als Single-Auskopplungen wurden Kranke Welt, Vanilla Sky (mit Nimo), Baller los (mit Bonez MC) und Monster gewählt. Nach der Veröffentlichung seiner Single Abolish Frontex bezeichnete Lukas Geisler Hanybal im Migazin als einzigen postmigrantischen Gangsta-Rapper, der sich aus einer subalternen Position, mit Flüchtenden solidarisiert.

## Musik
Hanybal nutzt die typischen Elemente des Azzlack-Stils, wie auch sein Mentor Haftbefehl und seine Frankfurter und Offenbacher Kollegen, darunter vor allem deren provokante Lyrics und ein eher pragmatisches Sprachverständnis. Er mischt diese mit modernem US-Hip-Hop im Trap- und Based-Stil. Sein Flow ist im Offbeat-Stil gehalten.

## Diskografie

### Alben
- 2015: Weg von der Fahrbahn (Azzlack)
- 2016: Haramstufe Rot (Azzlack)
- 2019: Fleisch

### Mit 439
- 2011: 439mm

### Gastauftritte
- 2007: Intifada auf Betonklassik von Warheit
- 2009: Klartext auf Azphalt Inferno von Azad
- 2009: Rocky und Actionmuzik auf Assassin von Azad
- 2009: Könnt ihr das hier fühlen? auf Blut, Schweiß & Tränen von Jeyz
- 2010: Was loz und Drive by Sound auf Azphalt Inferno 2 von Azad
- 2013: Das ist Frankfurt auf Block Bladi Gentleman von Dú Maroc
- 2014: An alle Banlieus auf Nu Eta Da von Olexesh
- 2014: Sektor 6-0 auf Akupunktur von Celo & Abdi
- 2014: Ihr Hurensöhne (Babos Remix) und 1999 Pt. II (Babos Remix) auf Russisch Roulette (Deluxe) von Haftbefehl
- 2015: Nullfünfkriege auf Bonchance von Celo & Abdi
- 2015: Ebbe & Flut auf Ebbe & Flut von Gzuz
- 2015: HaHaHaHa auf Masta von Olexesh
- 2015: Kein Problem auf Der Sampler 3 von 187 Strassenbande
- 2015: Hells Kitchen auf Lucky No. 7 von Mosh36
- 2016: Vollautomatik auf Habeebeee von Nimo
- 2016: Hauptsache laut auf High & hungrig 2 von Gzuz & Bonez MC
- 2016: Ganz unten auf Das goldene Album von Sido
- 2016: Attackieren auf Palmen aus Plastik von Bonez MC & RAF Camora
- 2016: Ganz unten (LDS Beatz Remix) auf Die goldenen Remixes Juice-EP von Sido
- 2017: Stein auf Der Letzte Weisse König von Sylabil Spill
- 2017: Weil ich muss auf Allé Allé von Soufian
- 2017: Let's go Amina auf K¡K¡ von Nimo
- 2017: 20 Jahre UF auf Fighting Hessisch von Bosca
- 2017: Gott sei dank auf Ich bin 3 Berliner von Ufo361
- 2018: Alte Schule Frankfurt auf Mocro von Dú Maroc
- 2018: Avanti Avanti auf Der Tijarist von Reda Rwena
- 2018: Kompanie auf Palmen aus Plastik 2 von Bonez MC & RAF Camora
- 2018: Get The Strap auf Authentic Athletic 2 von Olexesh
- 2018: Große Probleme auf Fu§fesseltape von Chakal
- 2019: SONIC BOOM auf SOisSO von SOLO439
- 2021: Digitalwaagendisplays auf Mietwagentape 2 von Celo & Abdi
- 2021: Champion auf Reset von Jalil (#18 der deutschen Single-Trend-Charts am 5. März 2021[10])
- 2021: Lavandia Syndrom auf Gringo City 2 von Gringo